# 海軍専門任務部隊
海軍専門任務部隊(かいぐんせんもんにんむぶたい ドイツ語: Spezialisierten Einsatzkräfte Marine,SEK-M)は、ドイツ連邦海軍第1機動隊群隷下の特殊部隊。
1997年より編成されていたが、2014年に臨検中隊および水中処分中隊が海軍警備部隊の所属となり解体した。また、編成以前より存在していた戦闘水泳中隊は、再び独立した特殊部隊として存在している。

## 編成

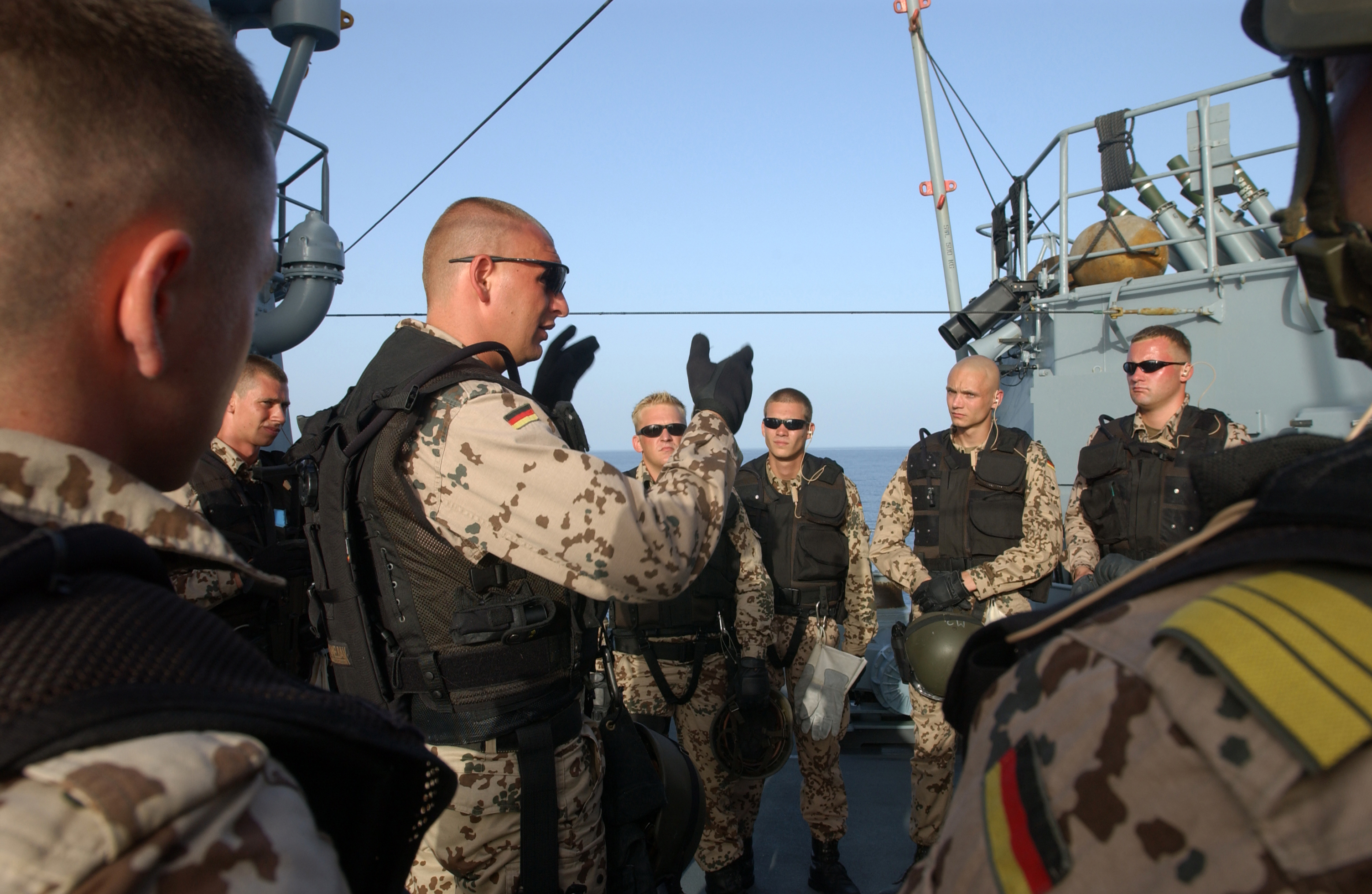
臨検中隊の隊員

- 戦闘水泳中隊
  - 第1行動部隊
  - 第2行動部隊
  - 第3行動部隊
  - 陸上支援行動部隊
  - 海上支援行動部隊
  - 航空支援行動部隊
- 水中処分中隊
  - 第1処分部隊
  - 第2処分部隊
- 臨検中隊
  - 第1臨検部隊
  - 第2臨検部隊